# Starmerella bombicola
Starmerella bombicola är en svampart som beskrevs av C.A. Rosa & Lachance 1998. Starmerella bombicola ingår i släktet Starmerella, ordningen Saccharomycetales, klassen Saccharomycetes, divisionen sporsäcksvampar och riket svampar.   Inga underarter finns listade i Catalogue of Life.